# Dakua
 (juillet 2024).
Si vous disposez d'ouvrages ou d'articles de référence ou si vous connaissez des sites web de qualité traitant du thème abordé ici, merci de compléter l'article en donnant les références utiles à sa vérifiabilité et en les liant à la section « Notes et références ».
Les Dakua sont un peuple bété vivant près de Gagnoa dans la région du Gôh au centre-ouest de la Côte d'Ivoire. Ils vivent majoritairement dans le canton de Dakua qui comprend les villages d'Onahio, Galébré, Gnibahoa, Gbogouahio et Kossehoa.